# Руэл, Иоганн Баптист
Иоганн Баптист Руэл (нидерл. Johann Baptist Ruel, также Johann Baptist de Ruel и Johann Baptist de Rull; 1634 — 20 июня 1685) — фламандский художник, родившийся в Антверпене. Он был представлен ко двору архиепископа Майнца в качестве певца. При дворе Руэл учился живописи у Яна Томаса (Jan Thomas van Ieperen). Затем художник поселился в Вюрцбурге, где занимался алтарной живописью и писал портреты. 
Художник умер в 1685 году (по другим сведениям, в 1715 году).

## Наследие
Одна из картин художника хранится в Старой пинакотеке в Мюнхенe.